# 무의도
무의도(舞衣島)는 인천광역시 중구 무의동(행정동은 용유동)의 섬으로, 인천국제공항이 있는 영종용유도의 남서쪽에 있다. 면적은 2011년 말 기준으로 10.21 km2이고, 인구는 2016년 8월 말 주민등록 기준으로 833 명이다.

## 유래
무의도(舞衣島)라는 이름은 섬의 생김새가 투구를 쓰고 갑옷을 입은 장수가 칼춤을 추는 모습과 같다고 붙여졌다는 설과 여인의 춤추는 모습을 닮아서 붙여졌다는 설이 있다. 그 밖에 '무리'를 한자로 쓸 때 '무의'로 잘못 썼다는 추측도 있다.

## 연혁
| Daedongyeojido (Gyujanggak) 13-05.jpg |  |
|                                       |  |

- 조선 후기부터 사람이 살기 시작하였다.
- 1853년 : 인천부
- 1914년 4월 1일 : 부천군
- 1973년 7월 1일 : 부천군 폐지로 옹진군에 편입.
- 1989년 1월 1일 : 인천 중구에 편입.

## 지리
인천국제공항이 위치한 영종용유도에서 1.4 km 남서쪽에 있으며, 소무의도·실미도·해녀도 등의 작은 도서가 부속해 있다. 소무의도와 구분할 때에는 본섬을 대무의도라고 부른다. 법정동으로 무의동(舞衣洞)이며, 행정동으로는 용유동에서 관할한다.
무의대교 개통 전에는 연락선이 영종용유도와 방조제로 연결된 잠진항에서 800 m 남쪽의 대무의항 사이를 30분 간격으로 운항하였다. 2019년 4월 30일에 무의도와 잠진도를 연결하는 왕복 2차로의 연도교인 무의대교가 임시개통하였고, 2020년 5월에 정식개통하였다.

### 소무의도

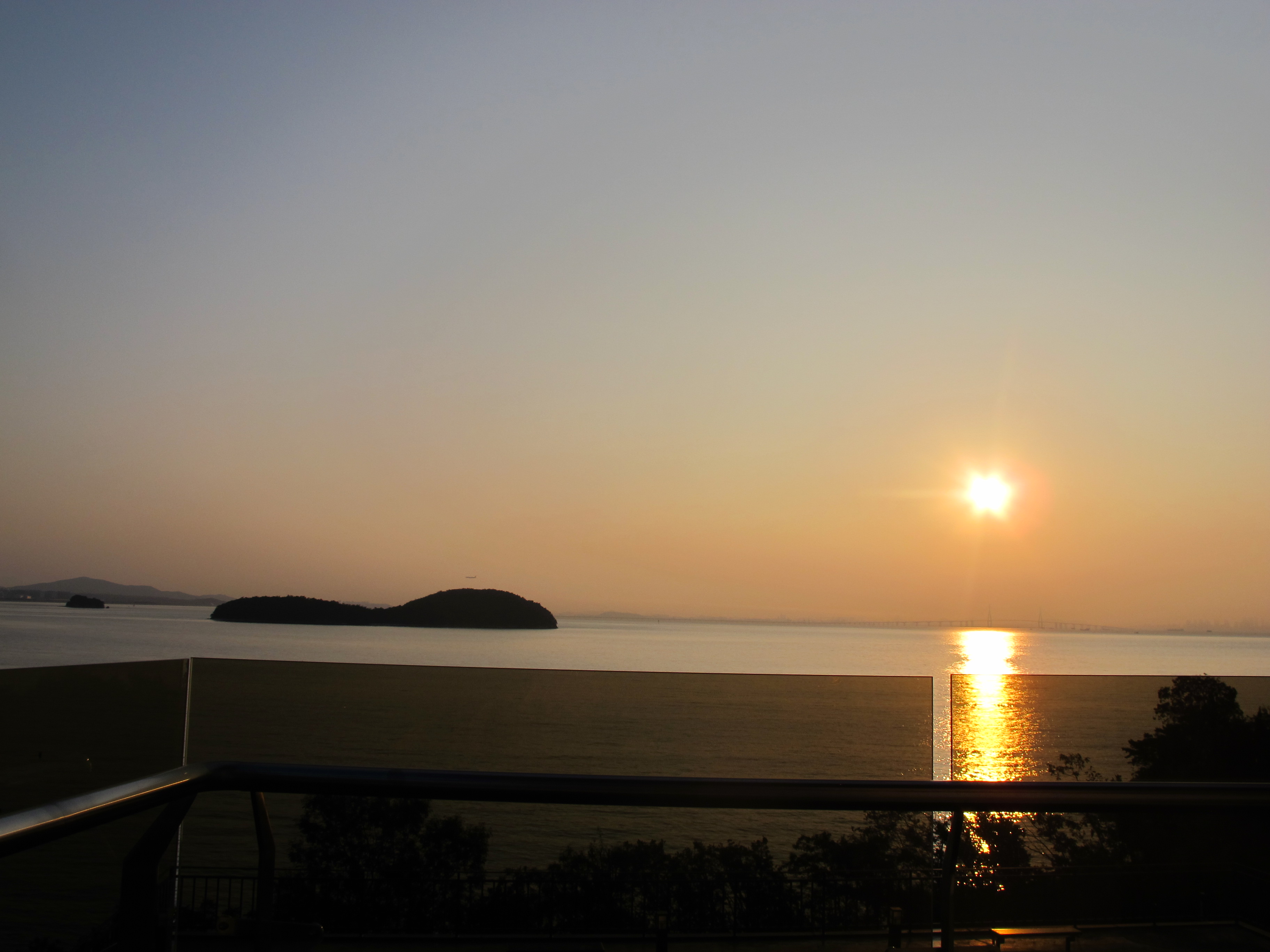
소무의도

소무의도는 무의도 남쪽에 있는 광명항 건너편에 위치한 섬이다. 면적은 본섬 크기의 60분의 1인 0.17 km2이며, 20~30여 명의 주민이 거주하고 있다. 2011년 4월 대무의도와 인도교(길이 414 m × 폭 3.8 m)로 연결되었다. 광명항 맞은편 소무의도 북서쪽에 소무의항이 있다.

## 산업
주업은 농어업 겸업으로 새우, 조기, 갈치, 꽃게, 민어 등 잡어와 굴, 백합, 바지락 양식이 활발하다.

## 문화·관광
주요 관광지는 하나개해수욕장과 실미해수욕장 등 2개의 해수욕장이 있으며 하루 코스의 등산로(국사봉, 호롱곡산 : 등반하는데 각각 30분 정도 소요)로 인해 인근 도시(인천, 서울, 경기도 등)에서 많은 관광객들이 방문하고 있다.

### 하나개해수욕장
하나개는 '큰 개펄'이라는 뜻이다. 썰물 때면 백사장 바깥으로 개펄이 넓게 드러난다. 비탈이 완만하고 모래가 고와 가족단위 피서지로 인기가 높다. 하나개해수욕장은 드라마 천국의 계단의 촬영지로 유명하다.

### 실미해수욕장
소나무 숲이 빽빽하고 바닥이 평평해서 산림욕을 하기에 알맞고 물이 빠지면 개펄이 넓게 펼쳐져서 마주 보이는 실미도까지 하루에 두 번 건너갈 수 있다. 실미도로 가면서 바닥에 널려 있는 바지락, 가무락조개(모시조개), 소라 등을 딸 수 있다. 밤에는 큰 소라도 잡을 수 있다.

### 실미도
실미도의 면적은 0.25 km2, 둘레는 3 km이다. 인천항에서 20 km 정도 떨어져 있으며, 무의도와는 하루 2번 썰물 때에 개펄로 연결된다. 섬 대부분이 해발고도 80m 이하의 야산으로 이루어져 있고, 해안을 모래와 개펄이 뒤섞여 있다.

### 국사봉
국사봉은 높이 236 m로 서해의 알프스라 칭할만큼 고래바위, 마당바위, 부처바위 등의 괴암절벽의 비경과 절경을 감상할 수 있으며, 아주 오래전 나라의 큰일이 있을 때마다 국태민안을 기원하는 제사를 지냈다는 전설이 있으며, 등산로 남측 약 200 m 지점에 절터가 남아있어 그 유래를 증명해주고 있다. 1950년대 말 이곳 정상에서 금동불상을 비롯한 수백점의 토우들이 출토되어 오랜 역사의 산증거가 되기도 하였다.
이와 같은 역사를 지니고 있으면서도 지도상에 산이름이 없던 것을 1995년 산이름 찾아주기 동호회에서 정식으로 국사봉이라 명명하여 표지석을 세우게 된 곳이다.

### 호랑바위
옛날 이 바위 밑까지 바닷물이 들어올 때, 어부와 호랑이가 함께 살았다. 이들은 산신령에게 서로를 해치지 않겠다고 엄한 약속을 하고 평화롭게 살았으나, 어느날 허기에 지친 호랑이가 어부를 한 입에 삼켜버리고 말았다. 이에 노한 산신령이 들고있던 지팡이로 호랑의 머리를 내리치자 호랑이는 그 자리에서 돌이 되었다는 전설이 있다.
아직도 바위에는 그때 흐른 피자국이 남아있고, 이곳을 지나는 사람들은 호랑바위를 바라보며 산신령에게 소원을 빈다고 한다.

## 교통 시설

### 항구
무의도의 북쪽에는 대무의항(큰무리 선착장)이, 남쪽에는 광명항(샘꾸미 선착장)이 있다.

### 무의대교
중구 덕교동과 무의동을 연결하는 무의대교는 2014년 착공하여 2019년 4월 30일에 임시개통하였으며, 1년 후에 정식개통하였다.

### 소무의인도교
무의도와 소무의도를 연결하는 소무의인도교는 2009년 4월 착공하여 154억 원의 사업비를 들여 2011년 4월 준공되었다. 다리의 길이는 414 m이고, 폭은 3.8 m이다. 아치형의 교각으로 차량 통행은 할 수 없고, 인도와 자전거도로가 갖추어져 있다.

## 같이 보기
- 실미도
- 영종용유도(영종도)
- 실미도 (영화)
- 애정만세
- 천국의 계단 (드라마)
- 칼잡이 오수정
- 크크섬의 비밀
- 별순검 시즌2
- 인천국제공항